# Campeonato Africano de Atletismo de 2024 - 400 m com barreiras feminino
A prova dos 400 metros com barreiras feminino do Campeonato Africano de Atletismo de 2024 foi disputada nos dias 25 e 26 de junho, no Estádio de Japoma, em Duala, nos Camarões.

## Recordes
Antes desta competição, os recordes mundiais e do campeonato nesta prova eram os seguintes:
|                       | Nome              | Nacionalidade  | Tempo  | Local   | Data                 |
| --------------------- | ----------------- | -------------- | ------ | ------- | -------------------- |
| Recorde mundial       | Sydney McLaughlin | Estados Unidos | 50s 68 | Eugene  | 22 de julho de 2022  |
| Recorde do campeonato | Nezha Bidouane    | Marrocos       | 54s 24 | Dakar   | 22 de agosto de 1998 |
| Recorde africano      | Nezha Bidouane    | Marrocos       | 52s 90 | Sevilha | 25 de agosto de 1999 |

## Medalhistas
| Ouro                | Prata              | Bronze               |
| Rogail Joseph (RSA) | Noura Ennadi (MAR) | Linda Angounou (CMR) |

## Cronograma
Todos os horários são locais (UTC+1).
| Data        | Hora  | Evento  |
| ----------- | ----- | ------- |
| 25 de junho | 15:55 | Bateria |
| 26 de junho | 16:40 | Final   |

## Resultados

### Bateria
Qualificação: 3 atletas de cada bateria (Q) mais os 2 melhores qualificados (q).
| Posição | Bateria | Atleta                | Nacionalidade   | Tempo   | Notas            |
| ------- | ------- | --------------------- | --------------- | ------- | ---------------- |
| 1       | 1       | Noura Ennadi          | Marrocos        | 55.72   | Q                |
| 2       | 1       | Rogail Joseph         | África do Sul   | 55.92   | Q                |
| 3       | 2       | Linda Angounou        | Camarões        | 56.29   | Q                |
| 4       | 1       | Ashley Miller         | Zimbabwe        | 56.73   | Q                |
| 5       | 1       | Dinedye Denis         | Costa do Marfim | 57.01   | q                |
| 6       | 2       | Vanice Nyagisera      | Quênia          | 58.62   | Q                |
| 7       | 2       | Tumi Ramokgopa        | África do Sul   | 58.64   | Q                |
| 8       | 1       | Banchiayehu Tesema    | Etiópia         | 59.02   | q, NU20R         |
| 9       | 2       | Patrone Kouvoutoukila | África do Sul   | 59.03   | Recorde nacional |
| 10      | 1       | Rahab Ndirangu        | Quênia          | 59.20   |                  |
| 11      | 2       | Tigist Ayana          | Etiópia         | 59.51   |                  |
| 12      | 1       | Audrey Nkamsao        | Camarões        | 1:01.42 |                  |
| 13      | 1       | Fatoumata Koala       | Burquina Fasso  | 1:02.12 |                  |
| 14      | 2       | Emebet Teketel        | Etiópia         | 1:02.55 |                  |
| 99      | 2       | Carolina Yonengue     | Angola          | DNS     |                  |

### Final
A final ocorreu dia 26 de junho às 16:40.
| Posição           | Raia | Atleta             | Nacionalidade   | Tempo   | Notas |
| ----------------- | ---- | ------------------ | --------------- | ------- | ----- |
| Medalha de ouro   | 5    | Rogail Joseph      | África do Sul   | 55.71   |       |
| Medalha de prata  | 4    | Noura Ennadi       | Marrocos        | 56.16   |       |
| Medalha de bronze | 3    | Linda Angounou     | Camarões        | 56.48   |       |
| 4                 | 8    | Ashley Miller      | Zimbabwe        | 57.43   |       |
| 5                 | 2    | Dinedye Denis      | Costa do Marfim | 58.49   |       |
| 6                 | 7    | Tumi Ramokgopa     | África do Sul   | 58.90   |       |
| 7                 | 6    | Vanice Nyagisera   | Quênia          | 59.77   |       |
| 8                 | 1    | Banchiayehu Tesema | Etiópia         | 1:01.30 |       |

Legenda
| Recorde mundial       | Recorde mundial (World record)               |                       | Recorde africano                      | Recorde africano (African) |                                           | Q | Classificado por posição (Qualified) |
| Recorde do campeonato | Recorde do campeonato (Championship record)  | Recorde da América    | Recorde da América (Americas)         | q                          | Classificado por melhor tempo (Qualified) |   |                                      |
| Melhor marca do ano   | Melhor marca do ano (World leading)          | Recorde asiático      | Recorde asiático (Asian)              | DNS                        | Não largou (Did not start)                |   |                                      |
| Recorde nacional      | Recorde nacional (National record)           | Recorde europeu       | Recorde europeu (European)            | DNF                        | Não terminou (Did not finish)             |   |                                      |
| Recorde pessoal       | Recorde pessoal do atleta (Personal best)    | Recorde da Oceania    | Recorde da Oceania (Oceania)          | DSQ / DQ                   | Desclassificado (Disqualified)            |   |                                      |
| Recorde da temporada  | Recorde da temporada do atleta (Season best) | Recorde sul-americano | Recorde sul-americano (South America) | NM                         | Sem marca (No mark)                       |   |                                      |